# 尼基·科尔斯
尼基·科尔斯（英語：Nicky Coles，1972年1月7日—），新西兰女子赛艇运动员。她曾代表新西兰参加世界赛艇锦标赛，获得一枚金牌和二枚银牌。她也曾参加2004年和2008年夏季奥林匹克运动会。